# Маника
 Тази статия е за провинцията на Мозамбик.  За езика вижте Маника (език).  
Маника (на португалски: Manica) е разположена в западната част на Мозамбик. На запад провинцията граничи със Зимбабве. Площта ѝ е 61 661 квадратни километра, а населението е 1 851 931 жители (по преброяване от август 2017 г.). Столицата на провинцията е град Шимойо.